# Mureș (Fluss)

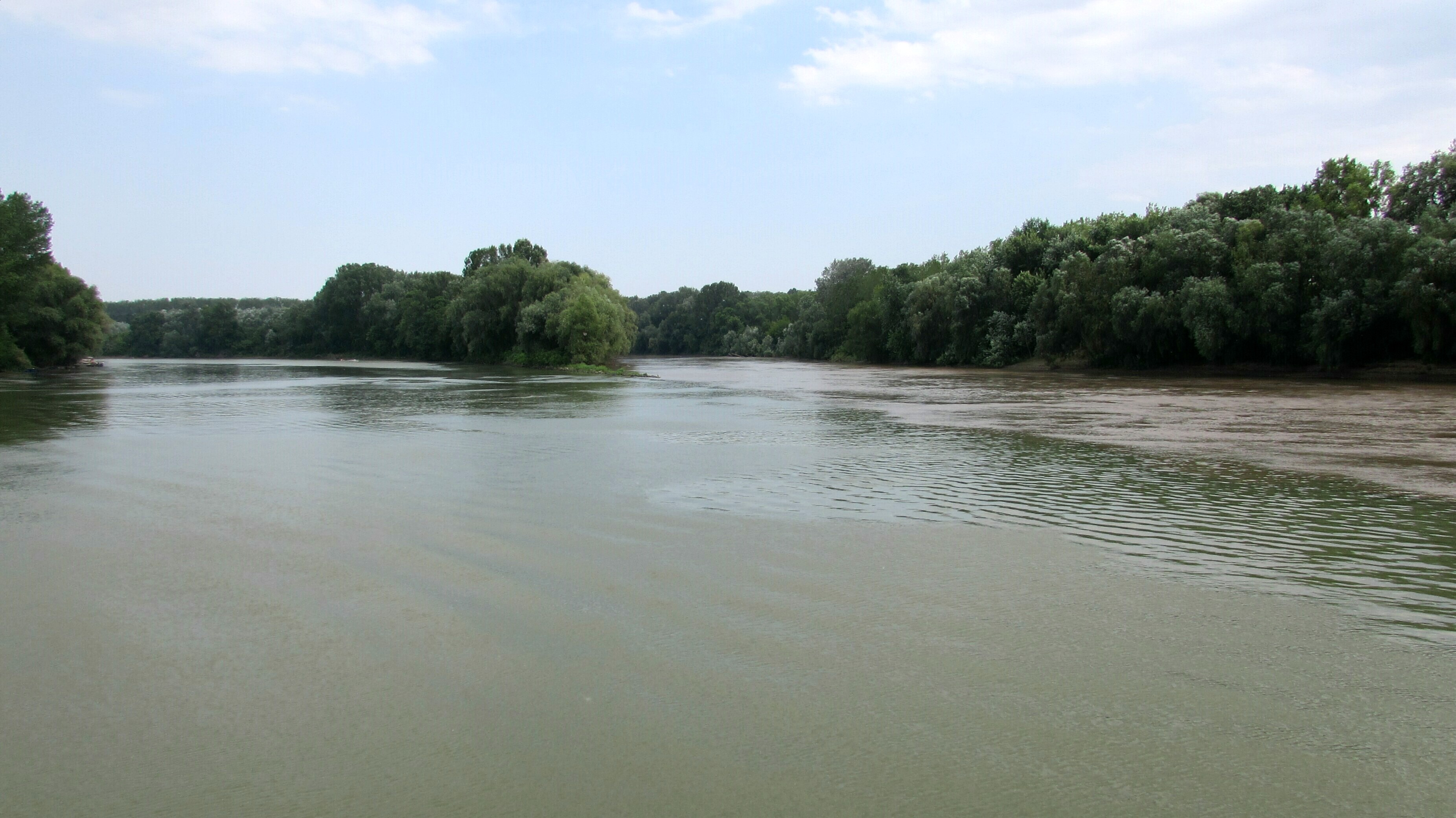
Mündung des Mieresch (rechts) in die Theiß bei Szeged

Der Mureș (deutsch Mieresch oder Marosch; ungarisch Maros; in der Antike griechisch Μάρισος Marisos oder Μάρις Maris, lateinisch Marisus) ist ein Fluss in Rumänien und Ungarn mit einer Länge von 766 Kilometern. Auf rumänischem Gebiet fließt er, nach unterschiedlichen Angaben, auf einer Länge von 719 Kilometern (47 Kilometer auf ungarischem Gebiet) oder auf einer Länge von 761 Kilometern.
Der Mureș entspringt in einer Höhe von 850 m über dem Meeresspiegel in den Ostkarpaten im Kreis Harghita (am Nordabhang des Harghitagebirges am Tincan-Pass) und kreuzt danach den gleichnamigen Kreis Mureș.
Der linke Theißzufluss durchfließt das Land in südwestlicher Richtung. An der Grenze zwischen den Kreisen Mureș, Alba und Cluj nimmt er von rechts den Arieș (ungarisch Aranyos) und 13 km nordöstlich von Alba Iulia von links die Kokel (rumänisch Târnava, ungarisch Küküllő) auf, tritt bei Arad in eine Ebene, wo er Sümpfe bildet, und mündet bei Szeged in die Theiß. Der Unterlauf ist auf rund 15 Kilometern Länge Grenzfluss zwischen Ungarn und Rumänien. Der Fluss hat in Rumänien ein Einzugsgebiet von 27.832 km² und in Arad eine Wasserführung von 177 m³/s.

## Orte am Mureș
- Aiud (deutsch Straßburg am Mieresch, ungarisch Nagyenyed)
- Alba Iulia (deutsch Karlsburg, ungarisch Gyulafehérvár)
- Arad
- Cenad (deutsch Tschanad, ungarisch Csanád)
- Deva (deutsch Diemrich, ungarisch Déva)
- Geoagiu (deutsch Gergesdorf, ungarisch Algyógy)
- Lipova (deutsch Lippa, ungarisch Lippa)
- Luduș (deutsch Ludasch, ungarisch Marosludas)
- Makó (deutsch Makowa)
- Nădlac (deutsch Nadlak, ungarisch Nagylak)
- Ocna Mureș (deutsch Miereschhall, ungarisch Marosújvár)
- Reghin (deutsch Sächsisch Regen, ungarisch Szászrégen)
- Târgu Mureș (deutsch Neumarkt am Mieresch, ungarisch Marosvásárhely)
- Toplița (deutsch Töplitz, ungarisch Maroshévíz)
- Zam (deutsch Sameschdorf, ungarisch Zám)

## Nebenflüsse des Mureș
- Arieș (ungarisch Aranyos),
- Târnava (deutsch Kokel, ungarisch Küküllő)
- Geoagiu
- Sebeș (deutsch Mühlbach)